# Иллюзия обмана
«Иллю́зия обма́на» (дословно «Теперь ты меня видишь»; англ. Now You See Me) — американский фильм-ограбление 2013 года, шестой полнометражный фильм французского режиссёра Луи Летерье по сценарию Эда Соломона, Боаза Якина и Эдварда Рикурта и по рассказу Якина и Рикурта. Это первая часть серии «Иллюзия обмана». В фильме задействованы Джесси Айзенберг, Марк Руффало, Вуди Харрельсон, Мелани Лоран, Айла Фишер, Common, Дэйв Франко, Майкл Кейн и Морган Фримен. Сюжет повествует об агенте ФБР и детективе Интерпола, которые выслеживают и пытаются привлечь к ответственности команду фокусников, которые совершают ограбления банков во время своих выступлений и вознаграждают зрителей деньгами.
Премьера состоялась в Нью-Йорке 21 мая 2013 года, а его официальный релиз в США состоялся 31 мая 2013 года на Summit Entertainment. Фильм получил смешанные отзывы, причём критика была сосредоточена на концовке, но стал успешным в прокате, собрав 351,7 миллиона долларов по всему миру при бюджете в 75 миллионов долларов. Фильм получил приз зрительских симпатий в номинации «лучший триллер», а также был номинирован на премию журнала Empire за лучший триллер и премию «Сатурн» за лучший фильм в жанре триллер и лучшую музыку.
10 июня 2016 года вышел сиквел фильма.
Съёмки третьей части франшизы начались в 2024 году, а её выход ожидается 14 ноября 2025 года.

## Сюжет
Некто собирает вместе четырёх талантливых фокусников — Дэниела Атласа (Джесси Айзенберг), Хенли Ривз (Айла Фишер), Меррита Маккинни (Вуди Харрельсон) и Джека Уайлдера (Дэвид Франко), подкидывая каждому карту Таро. Позже они собираются в одной квартире, где находят чертежи невиданной аферы. Через год, под псевдонимом «Четыре всадника», они выступают в Лас-Вегасе под покровительством миллионера Артура Тресслера (Майкл Кейн). В финальном номере выступления они приглашают владельца некоего французского банка из зала и обещают перенести его в банк. В ходе фокуса банкир исчезает, а зрители видят на экране, что он перенёсся в хранилище с деньгами и включил воздуховод, который засосал 3,2 миллиона евро и высыпал их в зрительный зал.
Агенту ФБР Дилану Родсу (Марк Руффало) и агенту Интерпола Альме Дрей (Мелани Лоран) поручают расследовать ограбление. Они арестовывают фокусников, но не могут доказать их причастность к пропаже денег. Позднее они встречаются с Таддеушем Брэдли (Морган Фримен), бывшим фокусником, а ныне ведущим программы по разоблачению иллюзионистов. Брэдли показывает агентам, как «Всадники» с помощью трюков и манипуляций провернули дерзкое ограбление, но отказывается помогать им в разоблачении иллюзионистов.
Следующее выступление «Четырёх всадников» проходит в Новом Орлеане. Тресслер пытается подкупить Брэдли, но безуспешно. В финальном номере «Всадники» демонстрируют, что на счета зрителей приходят деньги, украденные со счетов Тресслера, в связи с тем, что его страховая компания отказалась выплатить пострадавшим компенсацию за ущерб, причинённый ураганом «Катрина». Родс пытается арестовать «Всадников», но те сбегают с помощью загипнотизированных зрителей. Позже агент Дрей рассказывает Родсу о тайном обществе магов, называемом «Око», которое использует иллюзионизм для помощи простым людям. Тресслер, рассерженный потерей состояния, нанимает Брэдли для разоблачения и унижения «Четырёх всадников».
ФБР находит убежище «Всадников» в Нью-Йорке. Во время штурма квартиры Родс сталкивается с Уайлдером, после драки тот сбегает на машине, но в завязавшейся погоне его автомобиль переворачивается и взрывается. Родс находит документ, с помощью которого узнаёт о главной цели иллюзионистов — складе с сейфом, внутри которого 500 миллионов долларов неуплаченных налогов одной фирмы, за которым следит другая команда ФБР. ФБР удаётся перехватить сейф, после чего его агенты выходят на место следующего выступления «Всадников» — 5 Pointz. Открыв сейф, агенты видят, что в нём не деньги, а надувные шарики.
Тем временем оставшиеся «Всадники» выступают в своём последнем шоу, но за ними по пятам следуют агенты ФБР. «Всадники» прыгают с крыши и исчезают, а на зрителей падают украденные деньги. Однако деньги оказываются ненастоящими — на них портреты «Всадников». Брэдли возвращается к своей машине и видит, что она набита украденными миллионами. Его арестовывают как соучастника. В тюрьму к нему приходит Родс и остаётся наедине с ним в закрытой камере. Брэдли говорит, что его подставили. Надеясь уменьшить срок, он объясняет, как «Всадники» украли сейф и провернули другие трюки, включая подставную смерть Джека Уайлдера. Однако он удивлён, как «Всадники» смогли обмануть ФБР. Его озаряет, что для этого им нужен был человек, который мог держать ФБР подальше от «Всадников», как будто бы он был... «внутри», — подсказывает Родс. Брэдли оборачивается и видит, что Родс стоит за решётками камеры. Родс и есть «пятый всадник», который тайно нанял четвёрку и давал им указания, всё это время следя за тем, чтобы агенты ФБР не успевали за ними. Он оставляет Брэдли в камере и уходит. Тем временем трое «Всадников» приходят в парк, где их встречает Уайлдер. Они обнаруживают дерево-памятник, посвящённый некогда великому иллюзионисту Лайонелу Шрайку. Карты Таро, которые получили «Всадники», складываются в одну карту с символом «Ока», и с её помощью они включают карусель неподалёку. Подойдя к карусели, они встречают Родса, который инициирует их вступление в «Око».
Находясь в Париже, Дрей читает газету и обнаруживает рядом с собой Родса. Она догадалась, что Родс — сын Шрайка, который все эти годы планировал месть за гибель отца во время фокуса. Брэдли разоблачил Шрайка, заставив его совершить рискованный фокус; Тресслер и парижский банк отказались оплатить страховой полис Шрайка; фирма, у которой украли сейф с деньгами, сделала заведомо ненадёжный сейф для фокуса, из которого Шрайк не смог выбраться и погиб. Дрей решает не выдавать Родса.

## В ролях
| Актёр            | Роль              |
| ---------------- | ----------------- |
| Марк Руффало     | Дилан Родс        |
| Джесси Айзенберг | Джей Дэниел Атлас |
| Айла Фишер       | Хенли Ривз        |
| Вуди Харрельсон  | Меррит Маккинни   |
| Дэйв Франко      | Джек Уайлдер      |
| Мелани Лоран     | Альма Дрей        |
| Морган Фримен    | Таддеуш Брэдли    |
| Майкл Кейн       | Артур Тресслер    |
| Дэвид Варшофски  | агент Коуэн       |
| Common           | агент Эванс       |
| Майкл Келли      | агент Фуллер      |
| Хосе Гарсиа      | Этьен Форсье      |

## Производство
25 октября 2011 года Summit Entertainment объявила, что фильм «Иллюзия обмана» выйдет 18 июля 2013 года. Синопсис и тизер-постер были представлены 3 ноября 2011 года.
Основные съёмки начались 16 января 2012 года в Новом Орлеане, штат Луизиана, и завершились 26 марта 2012 года. Дополнительные сцены снимались на Манхэттене 13 февраля, в Лонг-Айленд-Сити в Куинсе ранней весной 2012 года и в Лас-Вегасе с 9 по 10 апреля 2012 года.
Во время производства актриса Айла Фишер едва не утонула во время съёмок сцены с затопленным резервуаром для воды. По словам Фишер, неисправность цепи спуска привела к тому, что она оставалась под водой дольше, чем ожидалось, и члены съёмочной группы изначально думали, что она играет. Находившийся поблизости постановщик трюков в конечном итоге активировал механизм быстрого освобождения, чтобы доставить её в безопасное место.

## Саундтрек
Официальный саундтрек к фильму «Иллюзия обмана», названный Now You See Me (Original Motion Picture Soundtrack), был написан Брайаном Тайлером. Он был выпущен Glassnote Records 28 мая 2013 года как в физическом, так и в цифровом формате.
| №   | Название                   | Длительность |
| --- | -------------------------- | ------------ |
| 1.  | «Now You See Me»           | 5:26         |
| 2.  | «The Four Horsemen»        | 3:34         |
| 3.  | «Now You See Me (Reprise)» | 1:49         |
| 4.  | «Sun»                      | 4:45         |
| 5.  | «Now You Don't»            | 4:21         |
| 6.  | «Entertainment»            | 3:38         |
| 7.  | «Sleight of the Mind»      | 4:45         |
| 8.  | «Now You See Me»           | 3:40         |
| 9.  | «Welcome to the Ey»        | 5:49         |
| 10. | «Codec»                    | 6:01         |
| 11. | «Cineramascope»            | 3:14         |
| 12. | «Now You See Me»           | 4:19         |

## Релиз
Премьера фильма «Иллюзия обмана» состоялась в Нью-Йорке 21 мая 2013 года, а в США он был выпущен в кинотеатрах 31 мая 2013 года компанией Summit Entertainment.
Фильм был выпущен на DVD и Blu-ray 3 сентября 2013 года компанией Lionsgate Home Entertainment. Издание Blu-ray включает расширенную версию фильма с приблизительно десятью дополнительными минутами отснятого материала. Специальные материалы включают два короткометражных фильма — один из которых посвящён закулисному производству, а другой — «История магии», а также приблизительно 30 минут удалённых сцен.

## Приём

### Кассовые сборы
Иллюзия обмана собрала 117,7 млн долларов в США и Канаде и 234 млн долларов на международных рынках, что в сумме составило 351,7 млн долларов по всему миру при производственном бюджете в 75 млн долларов. Фильм дебютировал на втором месте в североамериканском прокате, заработав 29,4 млн долларов в 2925 кинотеатрах за первые выходные, уступив «Форсажу 6». К концу июня 2013 года он заработал вдвое больше, чем себестоимость производства. Фильм оставался в первой десятке североамериканского проката в течение шести последовательных недель после его выхода.
На международном уровне фильм показал хорошие результаты на нескольких территориях. Его самые кассовые рынки включали Францию (25,7 млн долларов), Китай (22,9 млн долларов), Россию (21,2 млн долларов), Южную Корею (17,1 млн долларов), Великобритания (16,8 млн долларов) и Австралию (16,1 млн долларов).

### Критический отклик
На Rotten Tomatoes фильм «Иллюзия обмана» имеет рейтинг одобрения 51% на основе 171 рецензии со средней оценкой 5,8/10. Консенсус сайта гласит: «Тонко прорисованные персонажи и разрозненный сюжет фильма «Иллюзия обмана» отвлекают зрителей с помощью ловкости рук режиссёра». Metacritic присвоил фильму оценку 50 из 100 на основе 35 рецензий критиков, что означает «смешанные или средние отзывы». Зрители, опрошенные CinemaScore, дали фильму среднюю оценку «A−» по шкале от A+ до F.
Мнения критиков были поляризованы. Питер Хаммонд из Movieline похвалил развлекательную ценность фильма, назвав его «чистой летней магией кино — буквально», и «более увлекательным, чем «11», «12» и «13 друзей Оушена» вместе взятые». Джеймс Берардинелли из ReelViews похвалил темп и тон фильма, отметив его сходство с «версией «Одиннадцати друзей Оушена» на тему магии». В обзоре Роджера Эберта подчеркивалось, что фильм принимает «сумасшедшую фэнтези», описывая его как скользкий, стилизованный и намеренно уводящий от реальности.
Другие критики были более сдержанны. Скот Мендельсон из Forbes посчитал его «в основном приятным» из-за его актерского состава и стиля, но отметил его недостатки в эмоциональной глубине и логике . The New York Times описал фильм как «так стремящийся быть умным, что он спотыкается о собственные приёмы», а Variety назвал его «развлекательным, хотя и слишком запутанным».
Концовка-поворот получила заметную критику. Ли Кассанелл из Cine Vue утверждал, что у создателей фильма «кончились цилиндры и кролики, и они решили распилить мозги своей аудитории пополам». Эрик Д. Снайдер из ScreenAnarchy описал фильм как приятный до его финального показа, который он счел «разочаровывающим провалом». Кент Гаррисон из MadAboutMovies был особенно критичен, написав, что концовка опиралась на «один из худших, если не худший поворот в истории кино», который «стирает всё, к чему он вёл». Стелла Папамайкл из Digital Spy разделила схожие опасения, назвав фильм «магическим дымом и зеркалами», лишённым содержания. Питер Брэдшоу из The Guardian назвал его «переваренным, чрезмерно сложным и неинтересным», критикуя его неправдоподобность и тональную непоследовательность.